# هنكل
شركة هنكل (بالإنجليزية: Henkel AG & Co. KGaA)‏ هي شركة متعددة الجنسيات مقرها في مدينة دوسلدورف، ألمانيا.
وتعمل الشركة في ثلاثة مجالات: الرعاية المنزلية (مع منتجات التنظيف المنزلية مثل مساحيق الغسيل وسوائل غسل الاطباق)، العناية الشخصية (مع الجمال ومنتجات العناية بالفم مثل الشامبو، معجون الأسنان، تلوينات الشعر، ومنتجات الاستحمام، والمواد اللاصقة للأغراض الاستهلاكية والصناعية.
مع تواجدها في  دولة في القارات الخمس، إلا ان معظم أعمال هنكل داخل أوروبا وأمريكا الشمالية.

## العلامات التجارية
تسيطر هنكل على علامات تجارية رائدة مثل:
- برسيل: مسحوق الغسيل، منقي النسيج والصابون السائل
- شوارزكوف: منتجات العناية بالشعر
- فا: الاستحمام ومزيل العرق
- بريل : لغسيل الاطباق والصحون
- جنرال : غسيل وتنظيف الأطباق
- إكسترا:مسحوق غسيل اتوماتيك
- داك: علامة تجارية لسوائل التنظيف ولمطهّرات المنزل في الخليج والوطن العربي

والعلامة التجارية لشركة هنكل الأكثر شهرة هو برسيل، أول منظفات الغسيل التجارية.

## مقرات الشركة في الشرق الأوسط

### مقرها فياسرائيل
بدأت Henkel عملياتها التجارية في إسرائيل في عام 1996 من خلال استحواذها على شركة "شركة سعاد" من شركة صناعات شيمن، وهي شركة كانت قائمة منذ عام 1924 في فلسطين. وتركز وحدات الأعمال التشغيلية لشركة هنكل سعاد المحدودة. - وهي فرعية تابعة بالكامل لشركة هنكل العالمية - على تطوير وتسويق وبيع العلامات التجارية للمستهلكين في اسرائيل.

### مقرها فيالأردن
هينكيل الأردن تأسست عام 2007، وهي شراكة بين "ACDICO" (شركة عامة للأسهم تأسست في عام 1973) وشركة Henkel Germany. تقع المصانع والمكاتب الإدارية في منطقة صناعية تُدعى "مدينة ماركا"، شرق عمان، عاصمة الأردن. تعمل هينكيل الأردن في مجال العلامات التجارية للمستهلك. تتكون قصبة عملها من المنظفات الثقيلة، ومنعمات الأقمشة، ومنتجات غسيل الأطباق.

### مقرها فيمصر
Henkel بدأت عملياتها التجارية في مصر في عام 1992. في ذلك الوقت، قامت الشركة باستيراد بعض المنتجات من ألمانيا، ولكن Persil كانت أول منظف محلي تم إنتاجه. منذ ذلك الحين، نمت الشركة وبدأت في الإنتاج المحلي لمنتجات أخرى مثل Pril وGeneral وFa وBac الذي بدأ في عام 1993. اليوم، Pril وGeneral هما الرائدين في سوقهما، وتحتل Persil المركز الثاني في سوقها.

### مقرها فيتونس
بدأت Henkel عملياتها التجارية في تونس في عام 1997. حاليًا، تعتبر Henkel الرائدة في سوق رعاية الملابس والمنزل وتكنولوجيا اللاصقات، وتحتل المرتبة الثانية في قطاع رعاية الجمال. يعمل حاليًا 378 موظفًا لصالح Henkel في تونس ويغطون جميع القطاعات الثلاث: رعاية الملابس والمنزل ورعاية الجمال وتكنولوجيا اللاصقات.

## جائزة هنكل للفنون
في عام 2002  أطلقت الشركة جائزة هنكل للفن في 30 دولة من شرق أوروبا الوسطى وآسيا الوسطى. بالإضافة إلى جائزة نقدية وعرض الأعمال الفنية في فيينا، كما نظمت معرضا للفائز أو الفائزه في موطنهم.

## المنافسون
المنافسين الرئيسيين لهنكل في قسم التنظيف هم ينيليفر، بروكتر وغامبل وريكيت بينكيزر. وفي قسم التجميل، منافسيها الرئيسيين هم شركة ينيليفر، شركة بروكتر وغامبل ولوريال. وفي قسم المواد الكيميائية والمواد اللاصقة، يوجد العديد من المنافسين، ولكن المنافسين الرئيسيين هم شركات متعددة الجنسيات مثل بوستيك وفولر.

## ملاحظة
في اتفاق مع شركة يونيليفر، تستخدم شركة هنكل العلامة التجارية برسيل في قارة أوروبا (باستثناء فرنسا)، في حين تستخدم يونيليفر العلامة التجارية في المملكة المتحدة وأيرلندا واوقيانوسيا وغيرها من الأسواق.

## وصلات خارجية
- الموقع الرسمي
- قائمة المنتجات